# آلشوسوها
آلشوسوها (به مجاری:  Alsószuha) یک سکونتگاه مسکونی در مجارستان است که در بورشود-آبااوی-زمپلن واقع شده‌است.